# I liga paragwajska w piłce nożnej (1928)
Mistrzem Paragwaju został klub Club Olimpia, natomiast wicemistrzem Paragwaju - Club Libertad.
Mistrzostwa rozegrano systemem każdy z każdym mecz i rewanż. Najlepszy w tabeli klub został mistrzem Paragwaju.
Z ligi spadł klub Club Presidente Hayes, a na jego miejsce awansował klub General Caballero Asunción.

## Primera División
Zaraz po zakończeniu rozgrywek mistrzem ogłoszono klub Club Olimpia. Jednak później, po anulowaniu jednej z bramek w jednym z meczów klubu Club Libertad, klub ten zrównał się punktami z Olimpią i uzyskał prawo walki o mistrzostwo w barażach. Po długich sporach uznano to prawo i w lipcu 1929 roku rozegrano mecze barażowe. Club Olimpia obroniła swoje ogłoszone przedwcześnie mistrzostwo, ale dopiero po trzech meczach.

### Tabela końcowa sezonu 1928
| Poz | Klub                  | Punkty |
| --- | --------------------- | ------ |
| 1   | Club Olimpia          | 27     |
| 2   | Club Libertad         | 27     |
| 3   | Club Nacional         | 22     |
| 4   | Club Guaraní          | 21     |
| 5   | Club River Plate      | 20     |
| 6   | Sportivo Luqueño      | 16     |
| 7   | Atlántida SC          | 15     |
| 8   | Cerro Porteño         | 15     |
| 9   | Club Sol de América   | 10     |
| 10  | Club Presidente Hayes | 7      |

Ze względu na równą liczbę punktów rozegrany został w lipcu 1929 roku baraż o tytuł mistrza Paragwaju.
- Club Olimpia - Club Libertad 1:1 i 0:0, dod. 2:1

Mistrzem Paragwaju został klub Club Olimpia.